# Ribozim

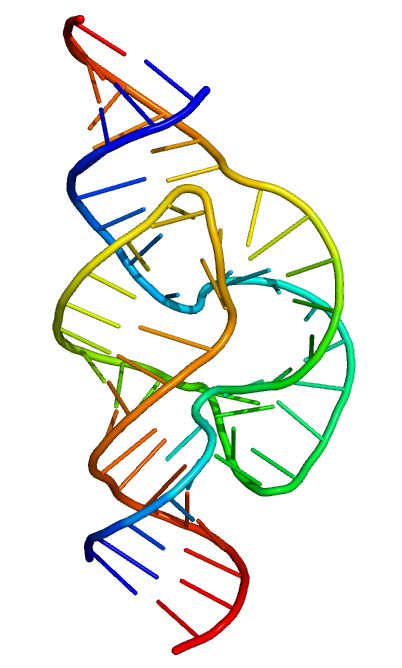
Egy ribozim szerkezete

A ribozimok olyan katalitikus reakciókban közreműködő RNS-molekulák, amelyek enzim funkcióval rendelkeznek.
A ribonukletidok csupán néhány funkciós csoportot tartalmazó molekulák, melyek a DNS és az RNS alapvető építőelemei. Ezen túl olyan létfontosságú folyamatokban játszanak nélkülözhetetlen szerepet, mint a fehérjeszintézis, valamint az RNS-ek transzkripció utáni módosítása. E reakciók egyelőre kevéssé ismertek, azonban bizonyított, hogy a katalitikus reakciót végző RNS-molekula mellett kétértékű fémionok, nukleinsavak bázisai, és egyéb kofaktorok is részt vesznek a folyamatban.
A legjelentősebb ribozim maga a fehérjeszintézisért felelős riboszóma, amely 85%-ban RNS-ből áll. Az aminosavak összekapcsolását a peptidil-transzferáz-centrum végzi, ami egy ribozim.
Az eukarióta mRNS a transzkripció után, rendszerint utólagos szerkesztésen megy át (splicing), módosítását a spliceoszóma végzi, amely II-es típusú intronokból áll, és kétértékű fémionok jelenlétében képes katalizálni a szintetizált mRNS megfelelő részeinek (intronok) kivágódását.
Egyes elméletek szerint (RNS-világ) az élet kezdetén RNS-molekulák voltak az információ hordozói (ma ez a DNS) és a reakciókat elősegítő enzimek is (ma ezek túlnyomórészt fehérjék).